# Palazzo Medici Riccardi

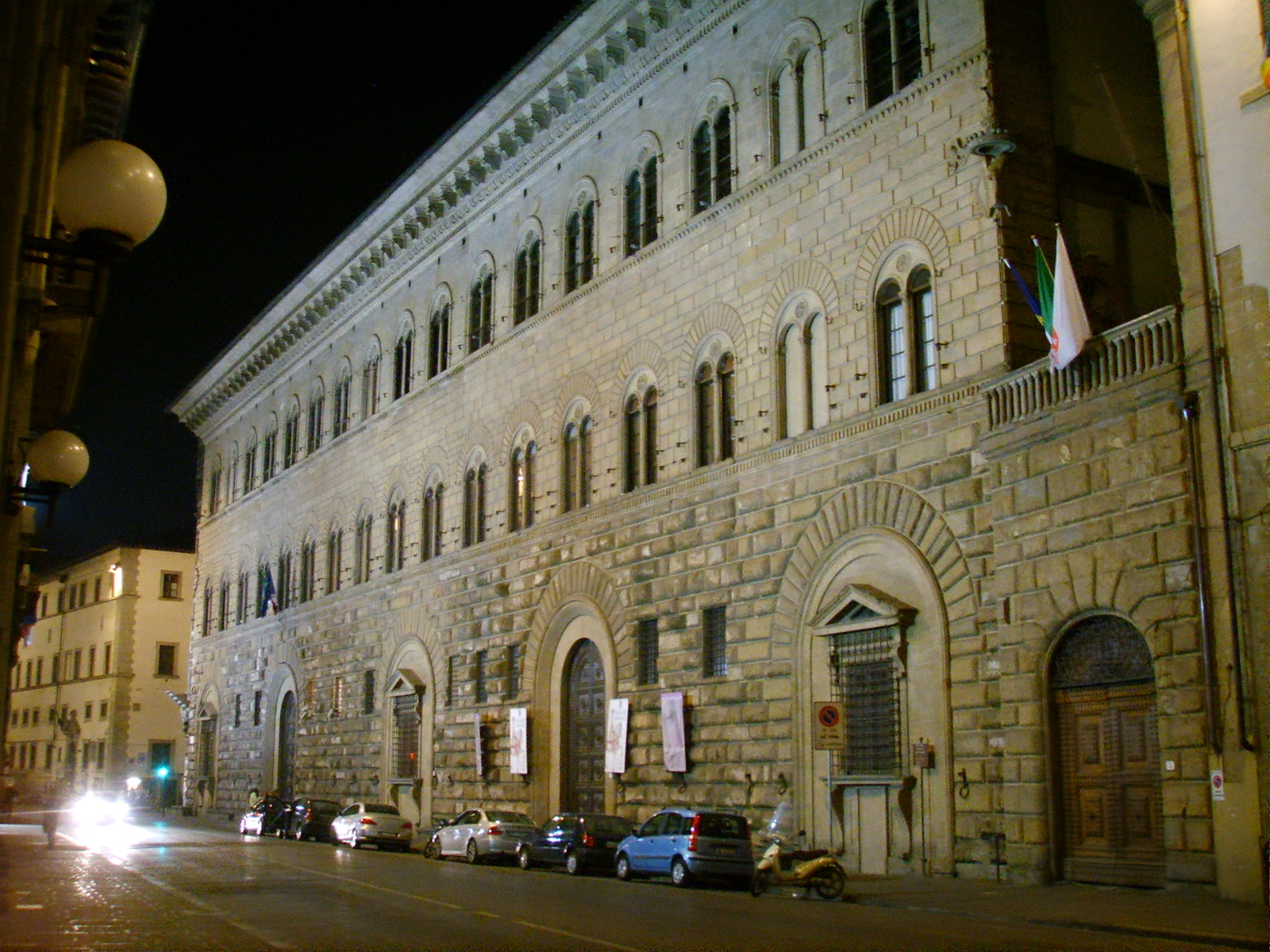
O Palazzo Medici Riccardi visto da Via Cavour.

O Palazzo Medici Riccardi é um palácio renascentista de Florença. Foi propriedade da Família Médici, sendo posteriormente adquirido e ampliado pela Família Riccardi. Fica localizado no nº 3 da Via Cavour (antiga Via Larga), sendo actualmente sede do Conselho Provincial.

## O palácio de Cosmo de Médici

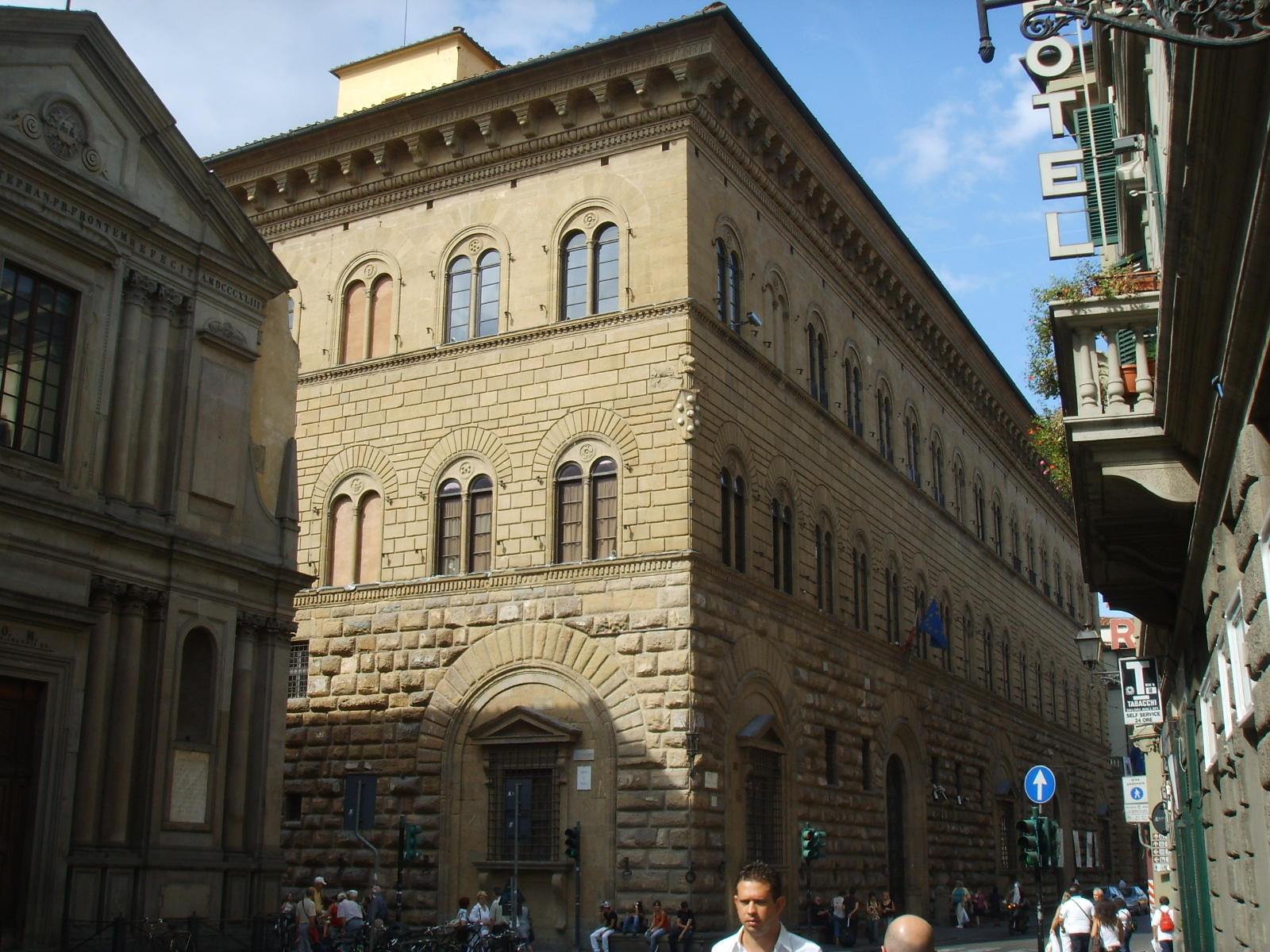
O Palazzo Medici Riccardi.

O palácio é uma obra de Michelozzo, encomendada pelo patriarca da fortuna dos Médici, Cosmo de Médici. Num primeiro momento, Cosme pediu um projecto a Brunelleschi, mas, sendo um fino homem político, rejeitou-o por ser demasiado magnificente, o que, sem dúvida, provocaria a inveja dos seus concidadãos (relata Vasari que o projecto era demasiado sumptuoso e magnífico, embora as afirmações de Vasari não tenham sido comprovadas pela efectiva existência do projecto de Brunelleschi). O seus escrúpulos, de resto, não eram infundados, dado que apenas dez anos antes havia experimentado um encarceramento no interior do Palazzo Vecchio e um exílio no Veneto, por acusação de tirania por parte dos seus adversários políticos, do qual, porém, foi chamado de volta a Florença com muita satisfação manifestada pela aclamação popular. 
Contratou, assim, Michelozzo, um arquitecto igualmente válido mas mais discreto, o qual realizou um palácio cúbico de aspecto exterior imponente, mas sóbrio e austero (1444-1452 ou 1460), em volta de um pátio central com colunas coríntias, inspirando-se, em parte, na recuperação de elementos clássicos operada por Leon Battista Alberti na realização do Palazzo Rucellai. Foi, no entanto, o próprio Palazzo Medici a fixar os cânones de toda a arquitectura civil do Renascimento, fazendo, por exemplo, de modelo ao Palazzo Strozzi. 

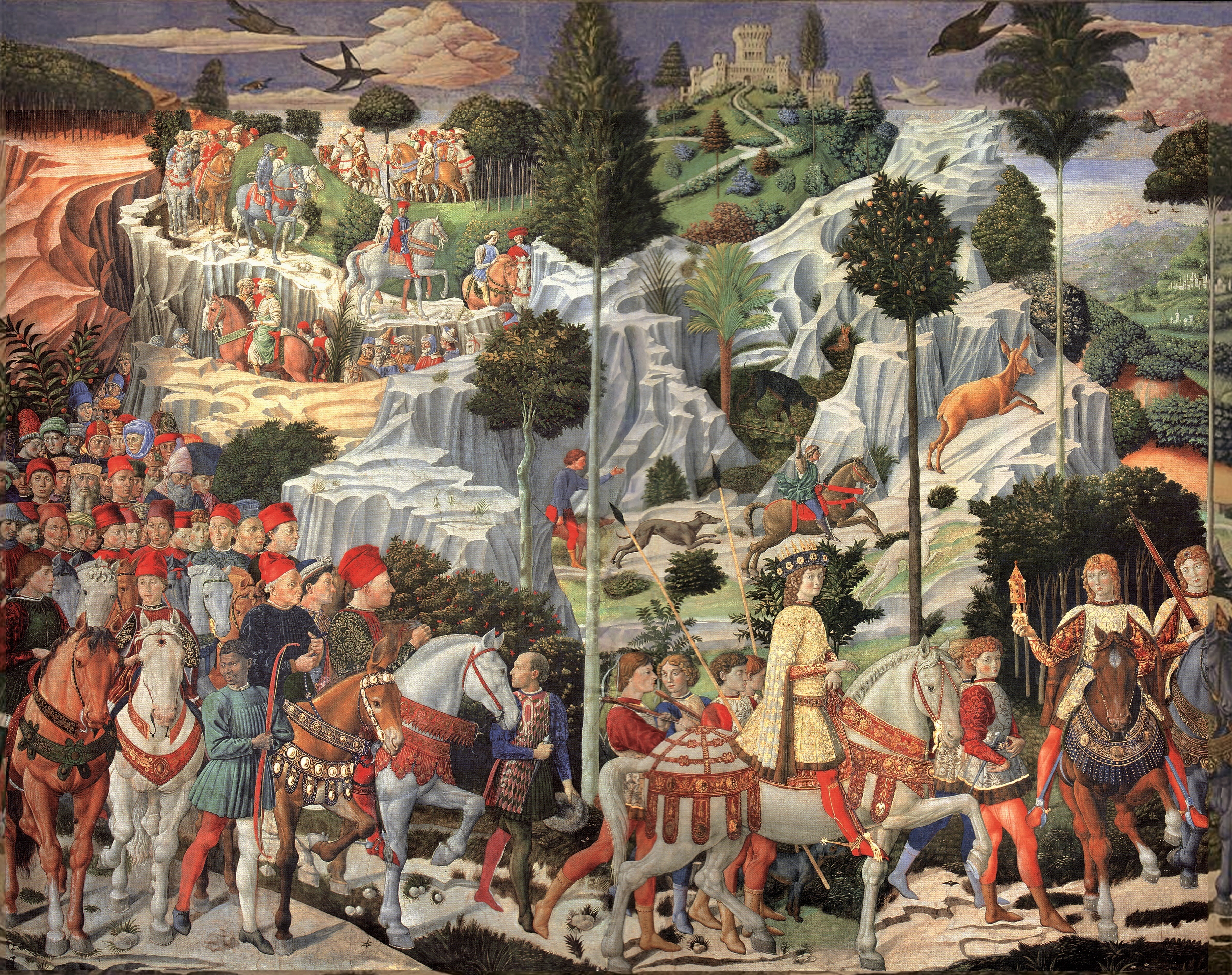
Capela dos Magos, parede este: o cortejo é guiado por Lourenço o Magnífico, seguido pelo seu pai, Piero, e o seu avô, Cosmo de Médici; atrás deles segue o cortejo dos florentinos ilustres.

O palácio estava (e ainda está) situado num lugar estratégico, o cruzamento da Via Larga (a actual Via Cavour) com a Via de Gori, na vizinhança das igrejas protectoras da família (São Lourenço e São Marcos) e do Duomo. A sua fachada é uma obra prima de sobriedade e elegância, com uso de janelas duplas com arcos de volta completa e da rusticação gradual, ou seja, com pedras muito salientes no andar térreo, mais aplanadas no primeiro andar e com blocos macios e apenas enquadrados no segundo andar, colocando assim em relevo o aligeiramento natural dos volumes em direcção ao topo. Nos dois andares superiores abrem-se as janelas duplas encimadas com o símbolo dos Médici encastrado ao centro. No último andar existia uma loggia, que actualmente se encontra murada. Nas cornijas com parapeitos esculpidos encontram-se presentes merlões, o que lhe acentua o carácter militar. Ao longo dos lados este e sul corre um "banco de rua", uma base alta em pedra, o qual servia razões práticas e estéticas.

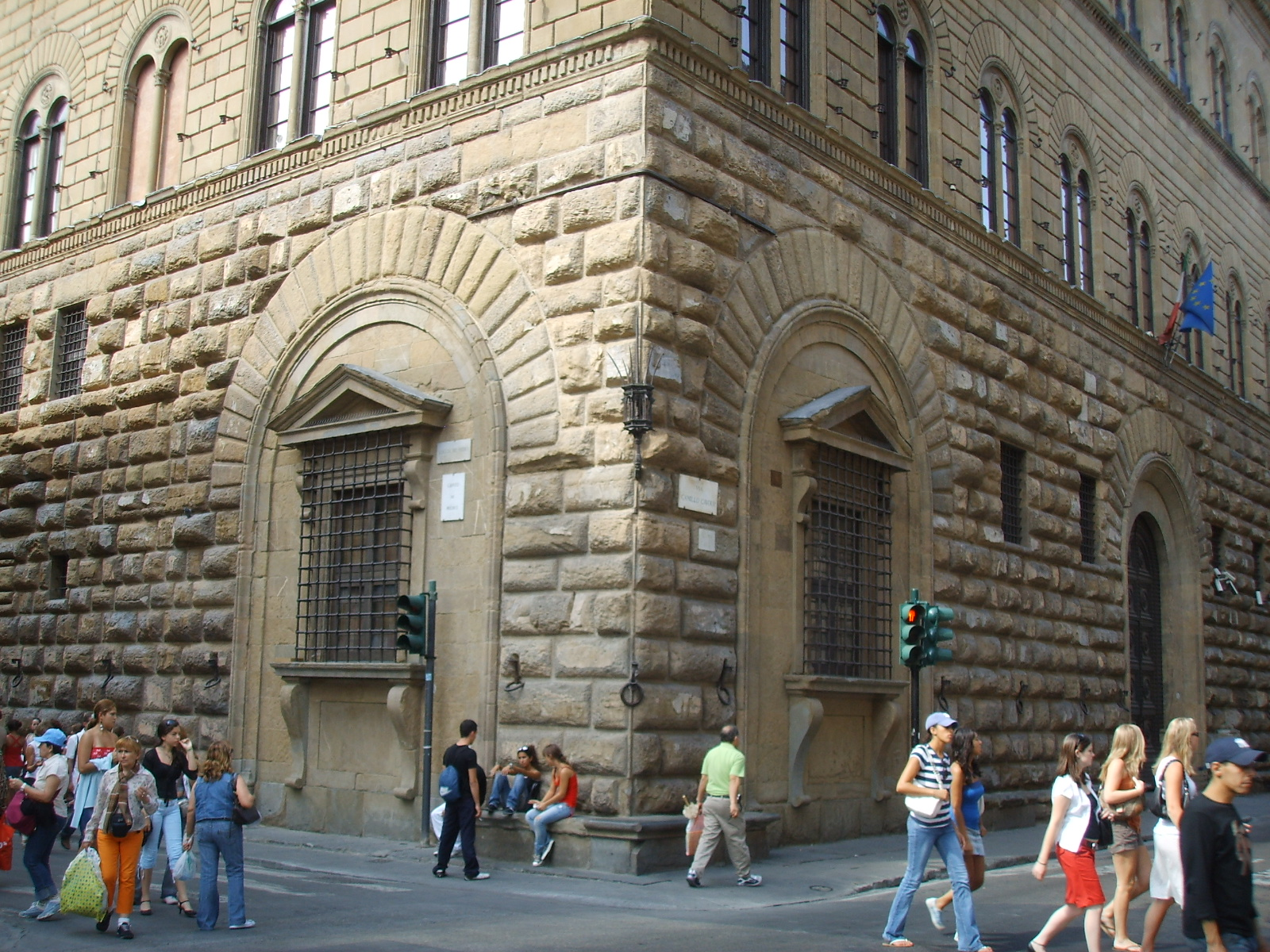
Esquina do Palazzo Medici Riccardi com as "janelas ajoelhadas".

No interior do palácio realizaram-se, naquela época, numerosas decorações. Uma das primeiras foi a Capela dos Magos (Cappella dei Magi), decorada com afrescos, obras primas do florentino Benozzo Gozzoli, aluno de Beato Angelico, sob encomenda de Pedro, il Gotoso, o qual seguiu de perto a fase de projecto e o desenvolvimento dos trabalhos. Este pequeno espaço era a capela privada da família, a qual foi realizada em 1459. Nas três paredes maiores está representada a Cavalgada dos Magos (Cavalcata dei Magi), um tema religioso que serve de pretexto para representar toda uma série de retratos de família e de personagens políticas da época, vindas oficialmente a Florença a convite dos Médici, retratando a celebração da conquista política da família. Entre as personagens representadas encontra-se um jovem Lourenço o Magnífico, o seu pai, Pedro, il Gotoso, e o chefe da família Cosme de Médici. Sobre o altar encontra-se, actualmente, uma cópia de finais do século XV da original "Natività" de Filippo Lippi, a qual de encontra conservada em Berlim.

## A época áurea de Lourenço o Magnífico

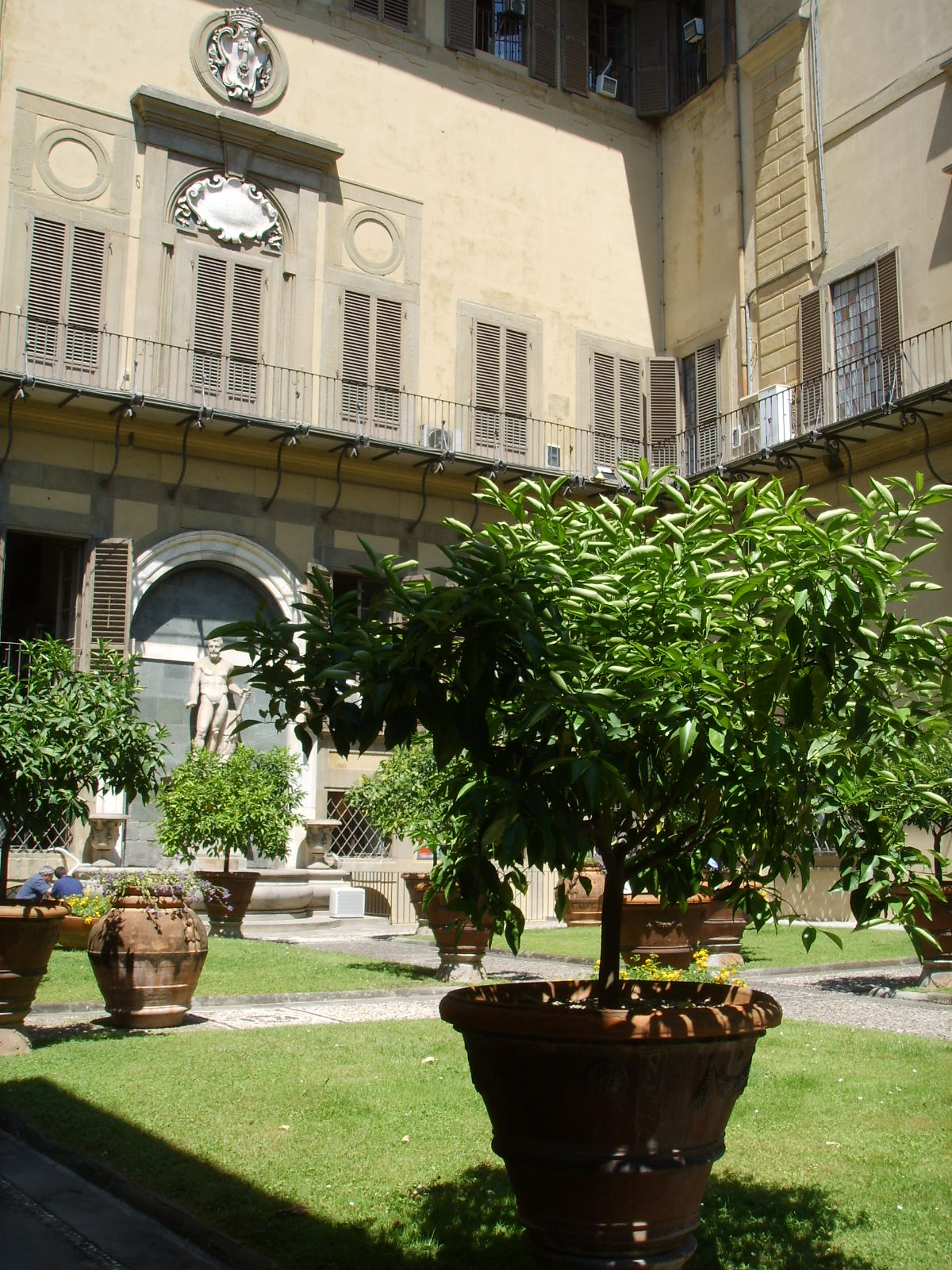
O jardim do Palazzo Medici Riccardi.

No final do século XV, as grandiosas colecções artísticas dos Médici eram conservadas no palácio. Entre outras obras, faziam parte destas colecções o David de Donatello, que estava exposto no pátio, o tríptico de Paolo Uccello representando a Batalha de São Romano, o qual adornava o quarto de Lourenço o Magnífico, sem esquecer as obras de Botticelli, Verrocchio, Pollaiolo e Domenico Ghirlandaio e as colecções de jóias, camafeus e vasos em pedra dura e em quartzo. 
No grande parque situado no lado norte do palácio, o chamado Horto de São Marcos, comprado pela esposa de Lourenço, Clarice Orsini, foram colocadas as esculturas clássicas adquiridas, em grande parte, em Roma. Sob a direcção do escultor Bertoldo, foi aí criada a precursora daquela que viria a ser a primeira verdadeira Academia de Belas Artes da Europa, onde os jovens artistas podiam copiar e estudar os modelos clássicos e aprender as técnicas artísticas.

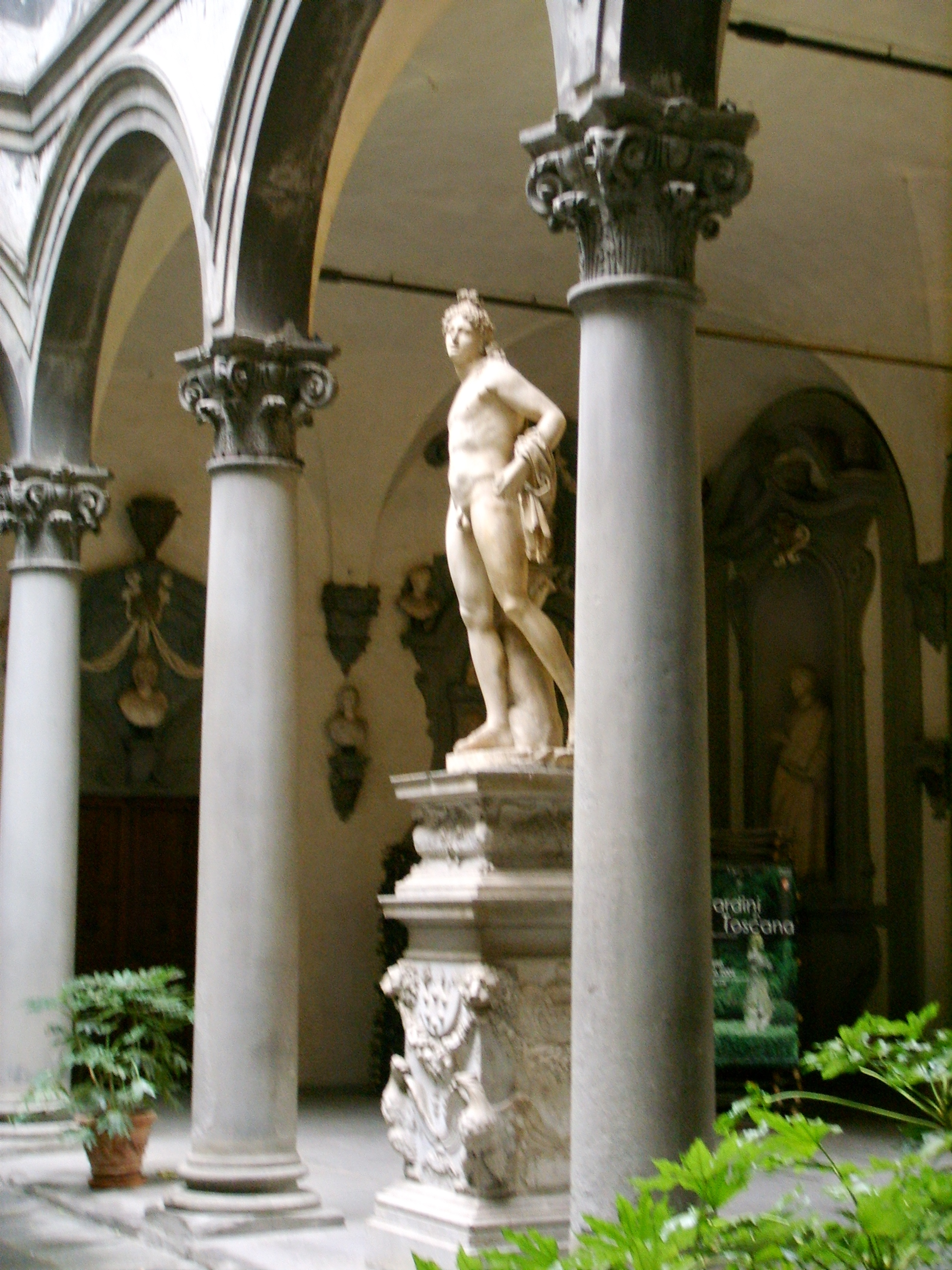
O pátio com a estátua de Baccio Bandinelli, vista lateral.

Foi nesta academia que se formou a geração de jovens artistas florentinos que, poucos anos depois, revolucionaria a arte europeia: Leonardo da Vinci, Raffaello, Michelangelo e muitos outros mestres. Os jovens artistas ficavam, frequentemente, hospedados no palácio de Lourenço, como sucedeu por exemplo a Michelangelo, o qual viveu a sua adolescência no palácio.
Outro grande impulso cultural era dado pela frequente presença do círculo neoplatónico dos humanistas florentinos, entre os quais se encontravam o filósofo Pico della Mirandola e o poeta Agnolo Poliziano. Veio, assim, a criar-se no palácio um amplo ambiente cultural, o qual permitiu o desenvolvimento do pensamento e da arte do Renascimento.

## O século XVI

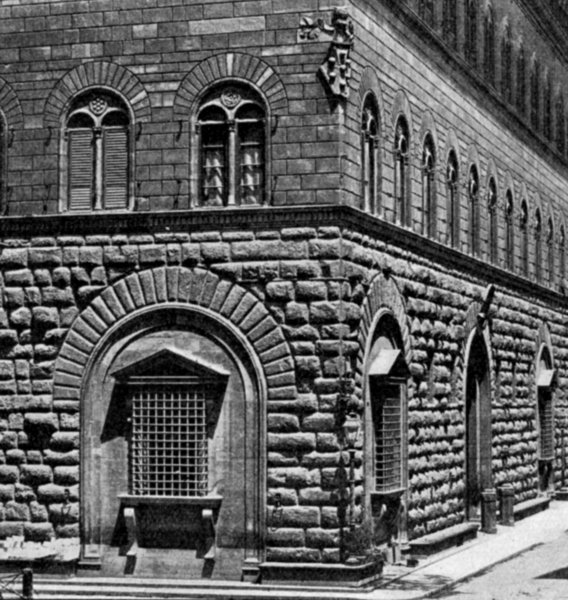
Uma das janelas ajoelhadas (inginocchiate) de Michelangelo, numa fotografia de 1908.

Com a morte de Lourenço, em 1492, concluiu-se uma época por toda a cidade. Os florentinos, enfurecidos pelos sermões de Savonarola, os quais troavam contra os costumes lascivos, ostensivamente forçados e neopagãos, da cidade, foeam instigados ao tumulto, tendo saqueado o palácio em 1494, confiscando, em nome da Repúbblica florentina, o tesouro dos Médici, constiuído por ouros, jóias e inestimáveis obras de arte. A ocasião nasceu do vil comportamento do filho de Lourenço, Piero, aquando da passagem do exército do rei francês Carlos VIII, ao qual havia escancarado as portas dos territórios florentinos e, segundo os cronistas mais hostis aos Médici, tendo mesmo dado sinais de submissão. É nesta ocasião, da chamada "segunda caçada dos Médici" (depois do primeiro ostracismo de Cosmo de Médici), que a escultura em bronze Judite e Oloferne, de Donatello, ornamento de uma fonte do jardim do palácio, foi recolocada na Piazza della Signoria, simbolizando a derrota da tirania por parte do povo. Análoga sorte tocou ao David, igualmente de Donatello, a qual acabou no Palazzo Vecchio (actualmente encontra-se no Bargello). Pior sorte tiveram alguns bens que foram levados a leilão na Igreja de Orsanmichele. No entanto, grande parte do tesouro permaneceu, afortunadamente, em Florença, tendo sido recomposto, em grande medida, pelos sucessivos membros da família.
Três anos depois, de facto, entravam de novo em Florença, graças à ajuda das tropas espanholas, o Cardeal Giovanni (mais tarde Papa Leão X), também ele filho de Lourenço o Magnífico, o Cardeal Júlio (mais tarde Papa Clemente VII), filho de Juliano de Médici, o irmão de Lourenço assassinado durante a Congiura dei Pazzi.
Entre as renovações operadas no palácio neste período contam-se as grandes janelas do andar térreo, criadas aquando da eliminação da loggia original situada atrás da rua, o que permitiu ganhos tanto em espaço como em segurança da residência. Dotadas de tímpano triangular e de parapeito de apoio, são chamadas, pela sua forma, de "janelas ajoelhadas" (finestre inginocchiate), sendo atribuídas a Michelangelo (1517). No pátio foi colocada a escultura do Orfeo de Baccio Bandinelli, que lá permance até aos dias de hoje.

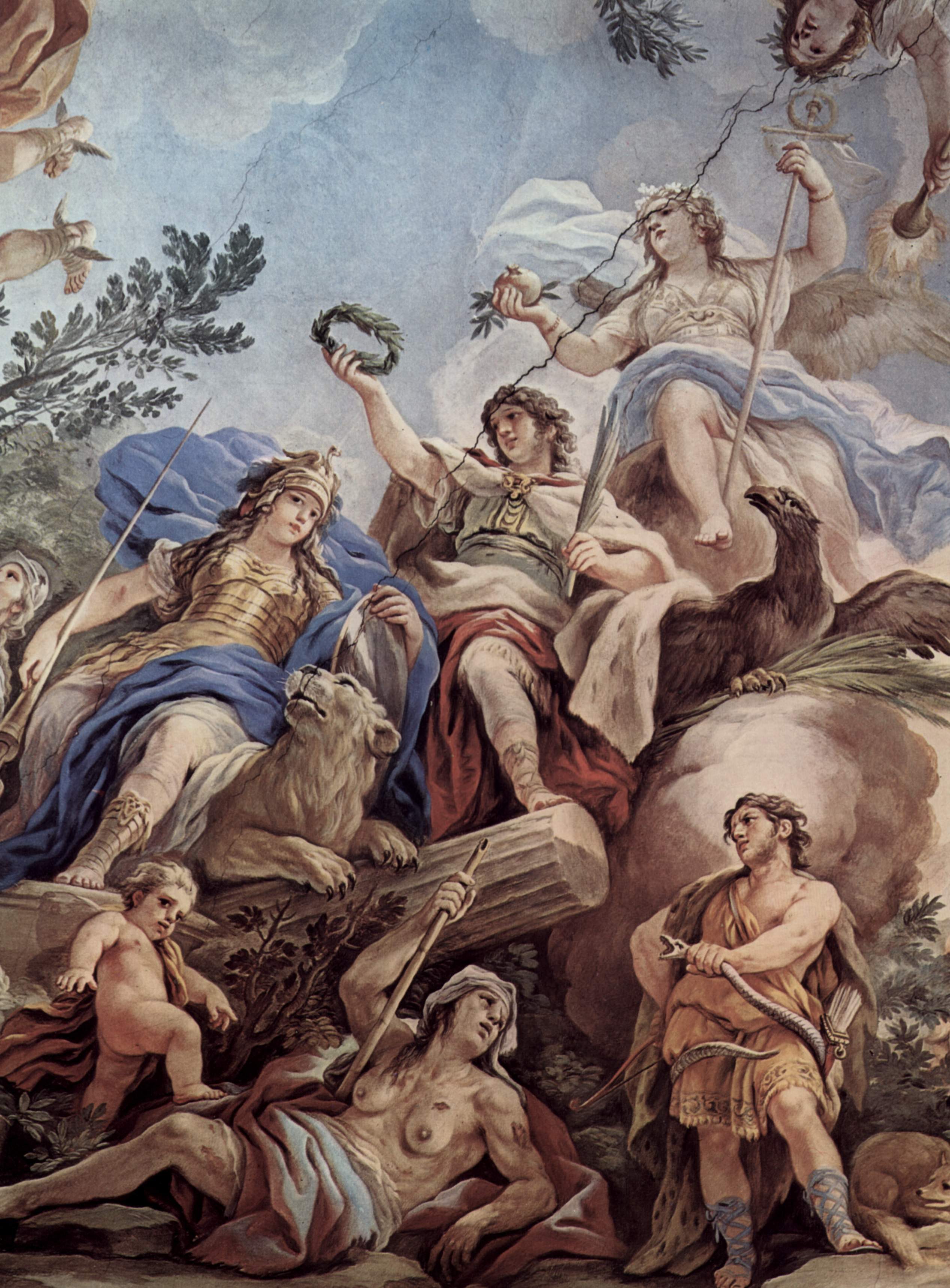
Detalhe de l'Apologia della Famiglia Medici ("a apologia da Família Médici"), de Luca Giordano.

A notícia do saque de Roma, que havia posto de joelhos a figura agora predominante dos Médici, o Papa Clemente VII (Giulio de Médici) levou à última caçada da principal família da cidade e a um novo saque do palácio (1527). Seguiu-se a recuperação da cidade com o famoso Cerco de Florença de 1530, no final do qual os últimos descendentes do ramo principal da família regressaram ao palácio. No entanto, o assassínio cruzado do duque Alexandre de Médici e do primo Lorenzino (também chamado de Lorenzaccio) levou ao poder um ramo até então secundário da família, o dos chamados "populares", com a ascensão ao título ducal de Cosme I, o qual se transferiu com a mulher, Leonor de Toledo, para o Palazzo Vecchio (1540), abandonando o Palazzo Medici da Via Larga aos descendentes dos ramos caídos da família. O palácio ficou, então, privado de qualquer função de representação.

## Os Riccardi

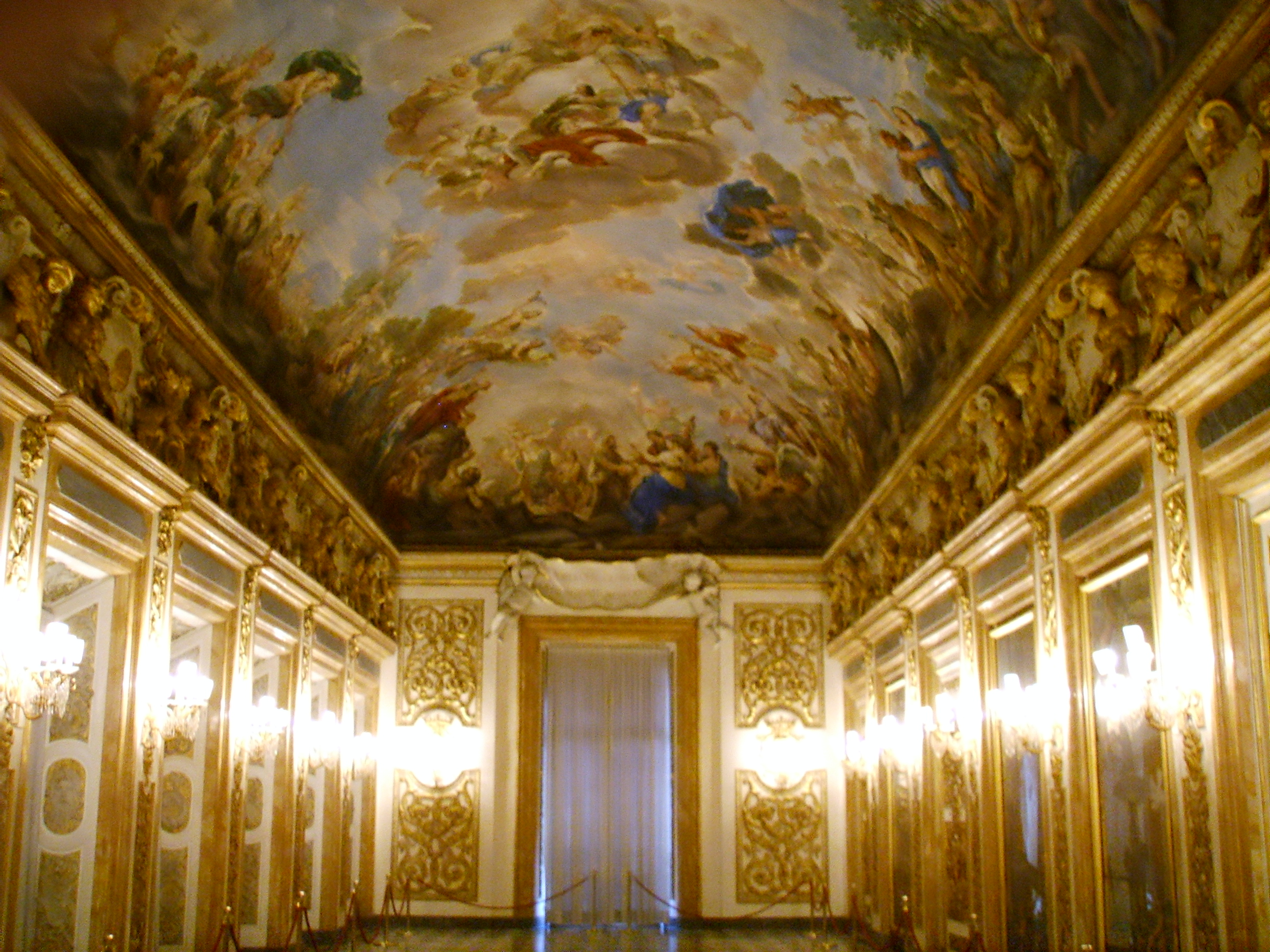
A Galeria de Luca Giordano ou Galeria dos Espelhos.

Depois de várias passagens de propriedade entre os membros da família Médici, em meados do século XVII o palácio voltou à posse dos grão-duques, na pessoa de Fernando II de Médici, o qual residia então no opulento Palazzo Pitti. Este decidiu vender o obsoleto e vetusto palácio de família a uma rica família de banqueiros, os Riccardi, os quais haviam prestado importantes serviços políticos ao grão-duque sendo, por isso, agraciados por ele com o título de marqueses. Deste modo, o fiel Marquês Gabriello Riccardi adquiriu o palácio, em 1659, pela soma de quarenta mil escudos, mudando-lhe então o nome. 
Até ao final do século XVIII, os Riccardi empreenderam numerosas transformações, conservando, porém, a morfologia externa e o estilo quatrocentista, como forma de respeito em relação ao projecto de Michelozzo, mais que aos antigos proprietários. A dimensão do palácio foi duplicada, perdendo a original forma cúbica mas mantendo o estilo da parte antiga na nova fachada da Via Larga.

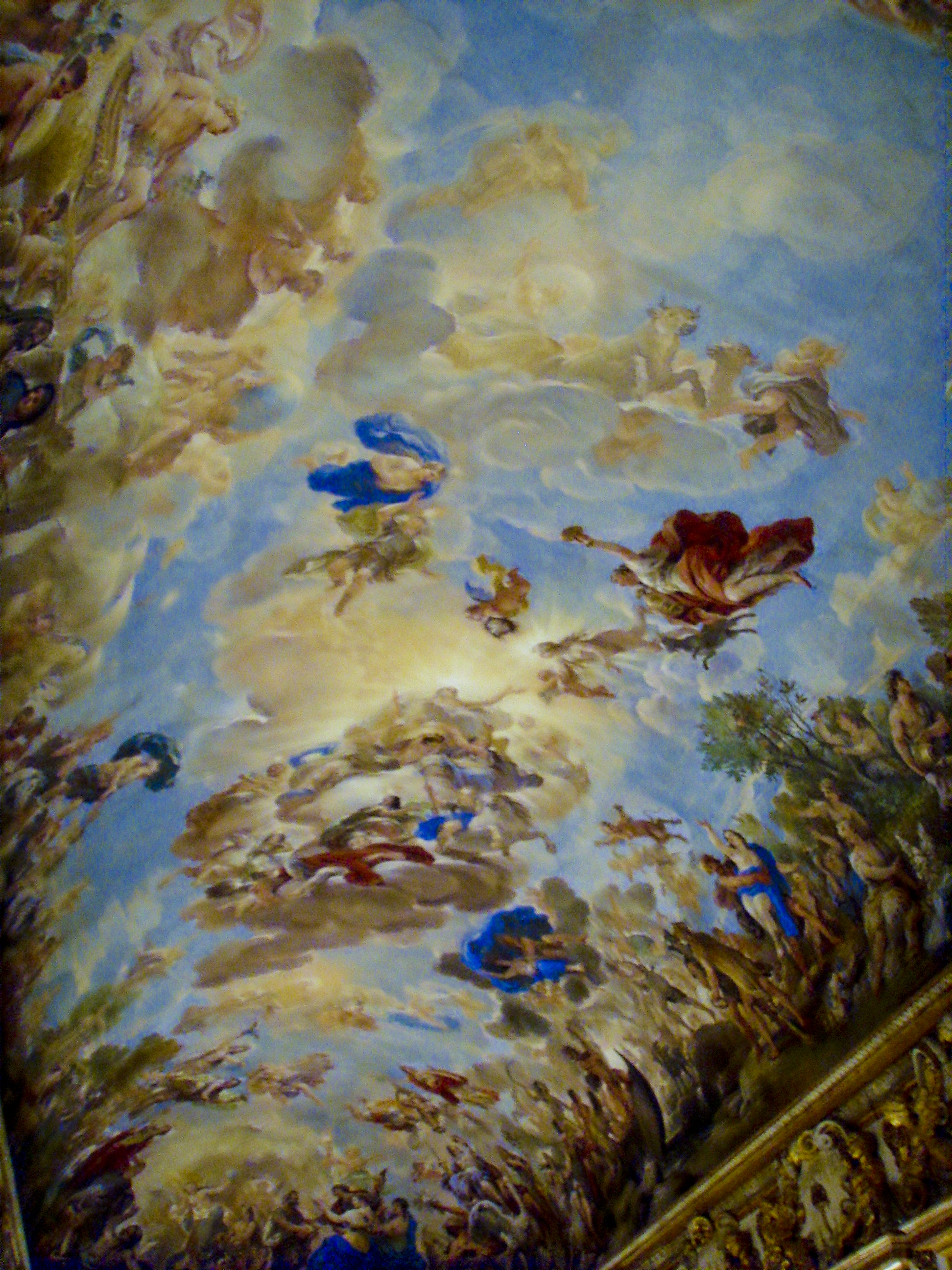
A abóbada da Galeria de Luca Giordano.

A galeria do primeiro andar foi realizada em 1685, sendo, pelas dimensões não excepcionais, um dos resultados mais significativos e atraentes do Barroco florentino. Decorada com estuques dourados e espelhos pintados, e provida de amplas e luminosas janelas no lado sul, é famosa sobretudo pela grande abóbada realizada por Luca Giordano. O pintor napolitano, cognominado de Luca fa presto (Luca faz rápido) pela sua rapidez de execução, encontrava-se na cidade para pintar os afrescos da Capela Corsini na igreja de Santa Maria del Carmine, tendo recebido a nova encomenda logo de seguida.
Na abóbada da galeria está representada a Apologia da Família Médici (Apologia della Famiglia Medici), protectores e benfeitores dos Riccardi. O espectador, neste caso, é surpreendido por jogos de perspectiva e refinadas nuances de luminosidade, coerentes com o ponto de vista e com a luz da galeria em pleno dia, os quais dão extraordinários efeitos ilusórios.

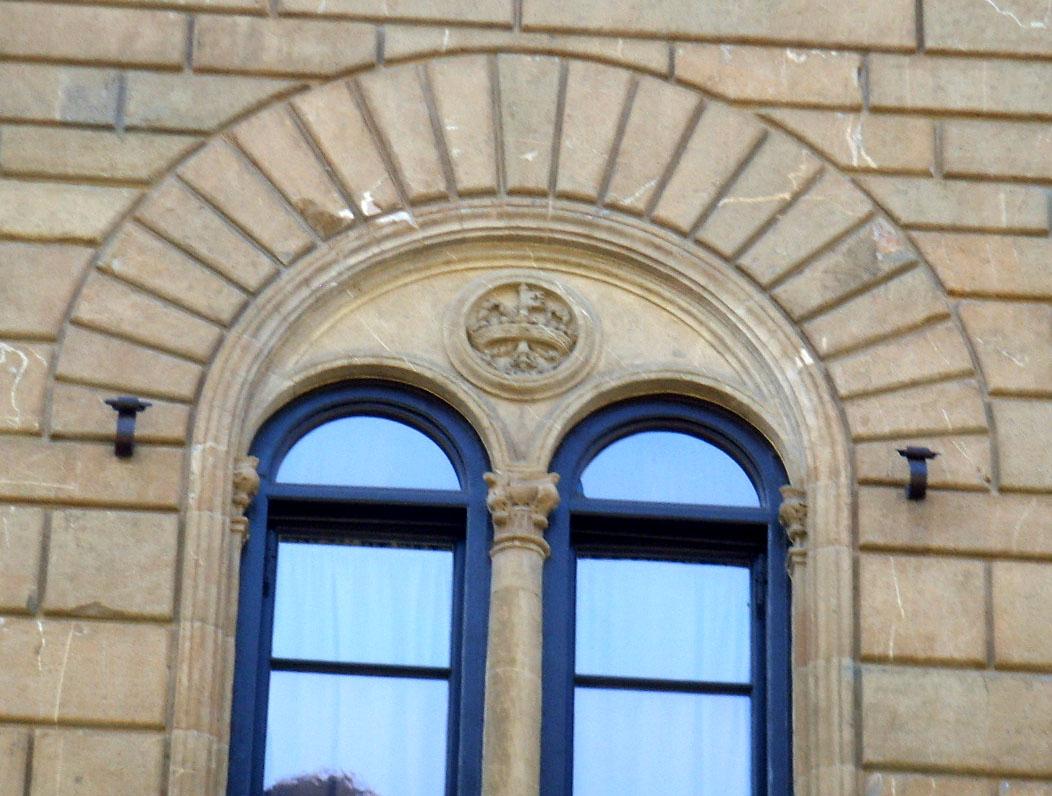
Símbolo da família Riccardi numa janela da nova ala.

Foi criada, na ala nova, a "Biblioteca Ricardiana", como sede da preciosa colecta livreira da família, também esta com o tecto da sala principal coberto por afrescos de Luca Giordano. Foram, igualmente, reorganizados os ambientes interiores, através do realce dos tectos e da decoração das salas. Foi criada a escadaria de representação (segundo projecto de Giovan Battista Foggini), a qual conduz do pátio michelozziano original à porta da Capela dos Magos (acantonada na ocasião, para salvá-la da demolição) e aos aposentos privados do primeiro andar.
Uma parte da colecção de antiguidades dos Riccardi (estátuas, bustos, relevos e fragmentos de inscrições em pedra) foi colocada no pátio em ambientes de inspiração barroca.
Muito interessante é a sala actualmente chamada de Sala do Perfeito (Stanza del Prefetto), fechada ao público, a última a ser decorada no século XVIII, com vistas de caprichos arquitectónicos e afrescos em estilo grotesco.
Uma curiosidade do palácio é a pequena sala secreta do século XVII, situada no mezzanino existente entre o primeiro e o segundo andar, não acessível ao público. Esta sala foi devolvida à luz somente no decurso da campanha de levantamento métrico realizada em 1988/1989, sendo totalmente coberta por afrescos com elementos arquitectónicos em trompe d'oeil. Encontra-se na parte velha e foi criada por cima do único tecto das salas de representação do primeiro andar que não foi elevado. Por razões desconhecidas permaneceu esquecida durante, pelo menos, 170 anos, ou seja, desde quando o palácio foi vendido pelos Riccardi.
A família Riccardi viveu no palácio durante cerca de dois séculos, sendo conhecida como uma das famílias mais ricas e influentes de Florença, naquela época.

## A época moderna: a administração pública

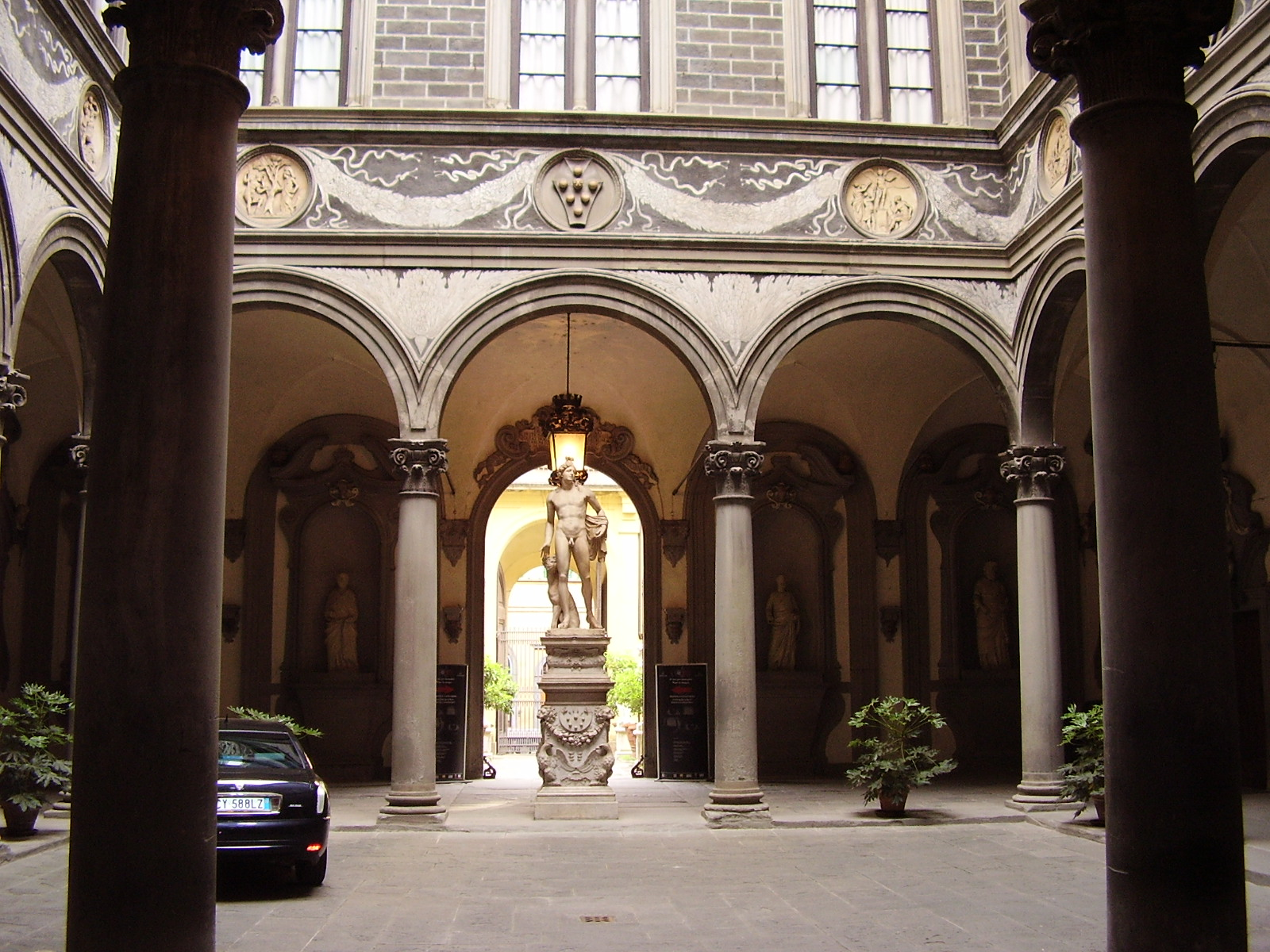
O pátio do Palazzo Medici Riccardi, com a estátua de Baccio Bandinelli ao centro.

Em 1810, os descendentes da família lamentavam as ruínas económicas sempre crescentes, o que fazia com que o palácio fosse, então, demasiado grande e dispendioso para as suas exigências. Isto obrigou-os a vendê-lo ao governo grão-ducal. Os Lorena instalaram no edifício alguns gabinetes administrativos e a sede da Guarda Urbana. Em seguida, passou ao domínio estatal com a unificação da Itália.
Em 1839 nasce a "Biblioteca Moreniana", em homenagem ao canónico Domenico Moreni, o qual possuía uma vasta colecção livreira. Esta colecção foi salva quase integralmente por um empregado da Accademia della Crusca, Pietro Bigazzi, que a adquiriu, evitando, assim, a sua dispersão. Esta foi confiada à Biblioteca Ricardiana, embora permanecesse institucionalmente independente, tanto que continua a ser gerida até hoje pela província, enquanto que Ricardiana é gerida pelo estado.
No breve período em que Florença foi capital do Reino de Itália, o palácio acolheu o Ministério do Interior (1865).

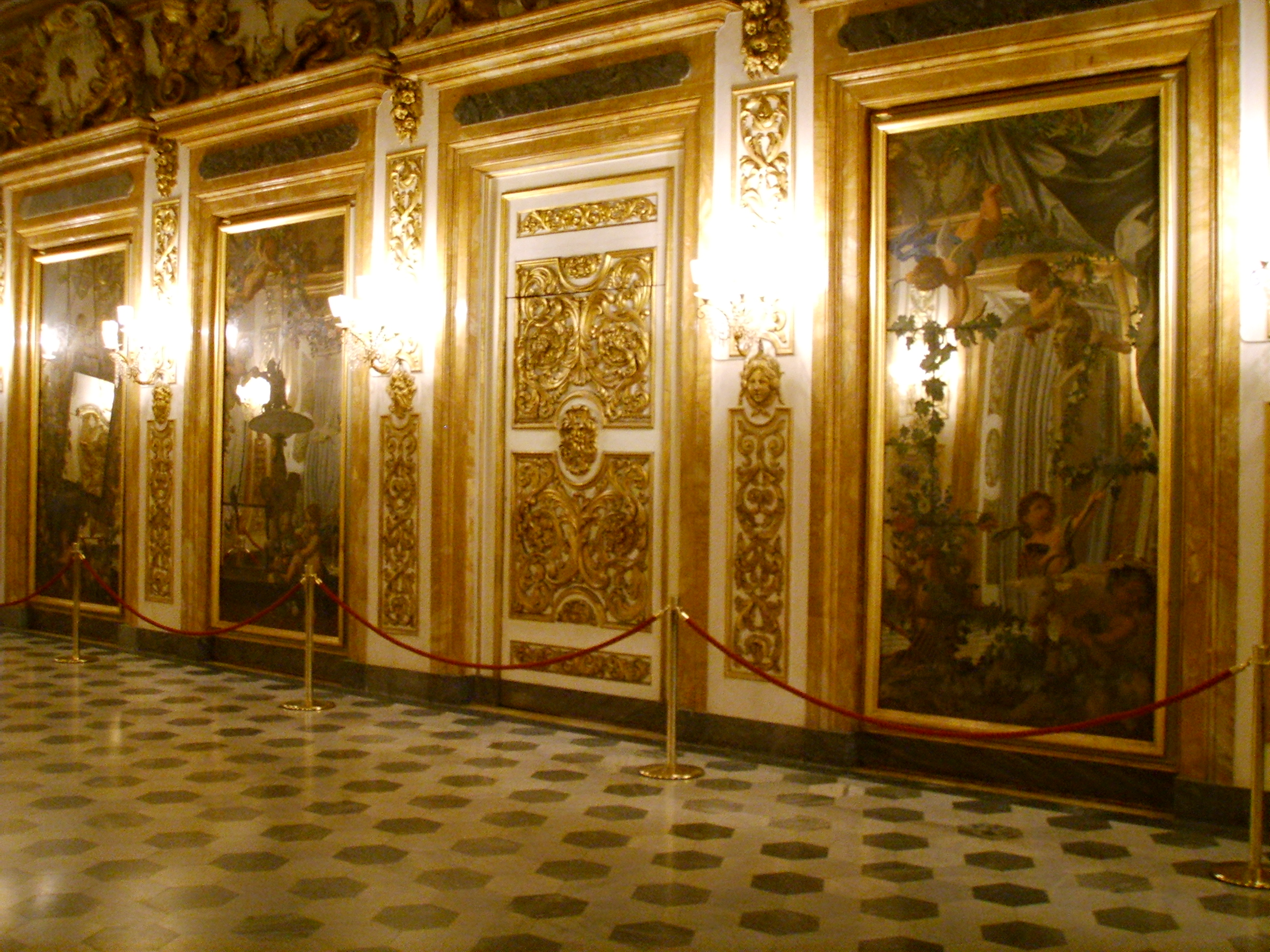
Os espelhos da Galeria de Luca Giordano.

Em 1874, o edifício foi adquirido pela Província de Florença, que ainda é proprietária do complexo, juntamente com a perfeitura. No século XIX, foram empreendidos alguns trabalhos de modernização do edifício, muito discutidos na época, como a construção de um refúgio em aço no jardim, onde foram instalados os gabinetes da Entidade Telegráfica.
Entre 1911 e 1929, realizaram-se importantes trabalhos de restauro para livrar o edifício das infraestruturas impostas pelo uso administrativo dos últimos quarenta anos. Foram reconstruídas, tanto quanto possível, as estruturas originais, sem contudo tocar no mais que digno conjunto dos séculos XVII e XVIII. Por exemplo, foi retirada a construção de aço e recriado o jardim na sua forma seiscentista; foram trazidas à luz algumas das colunas originais, entretanto cobertas por alvenaria; e foi criado no rés-do-chão um museu da iconografia dos Médici, hoje já desaparecido.
Um acontecimento histórico importante teve lugar no palácio no dia 11 de Agosto de 1944, quando ali foi nomeado o Comité Toscano de Libertação Nacional (Comitato Toscano di Liberazione Nazionale - CTLN), depois da libertação de Florença do jugo nazi-fascista. Logo no dia seguinte, a Delegação Provincial (Deputazione Provinciale), nomeada pelo mesmo CTLN, tinha a sua primeira assembleia, para escolha do governo administrativo da cidade. Em memória daquele período histórico, uma pequena secção do palácio hospeda, actualmente, o Arquivo da Resistência (Archivio della Resistenza).

## O museu dos Médici e a época contemporânea

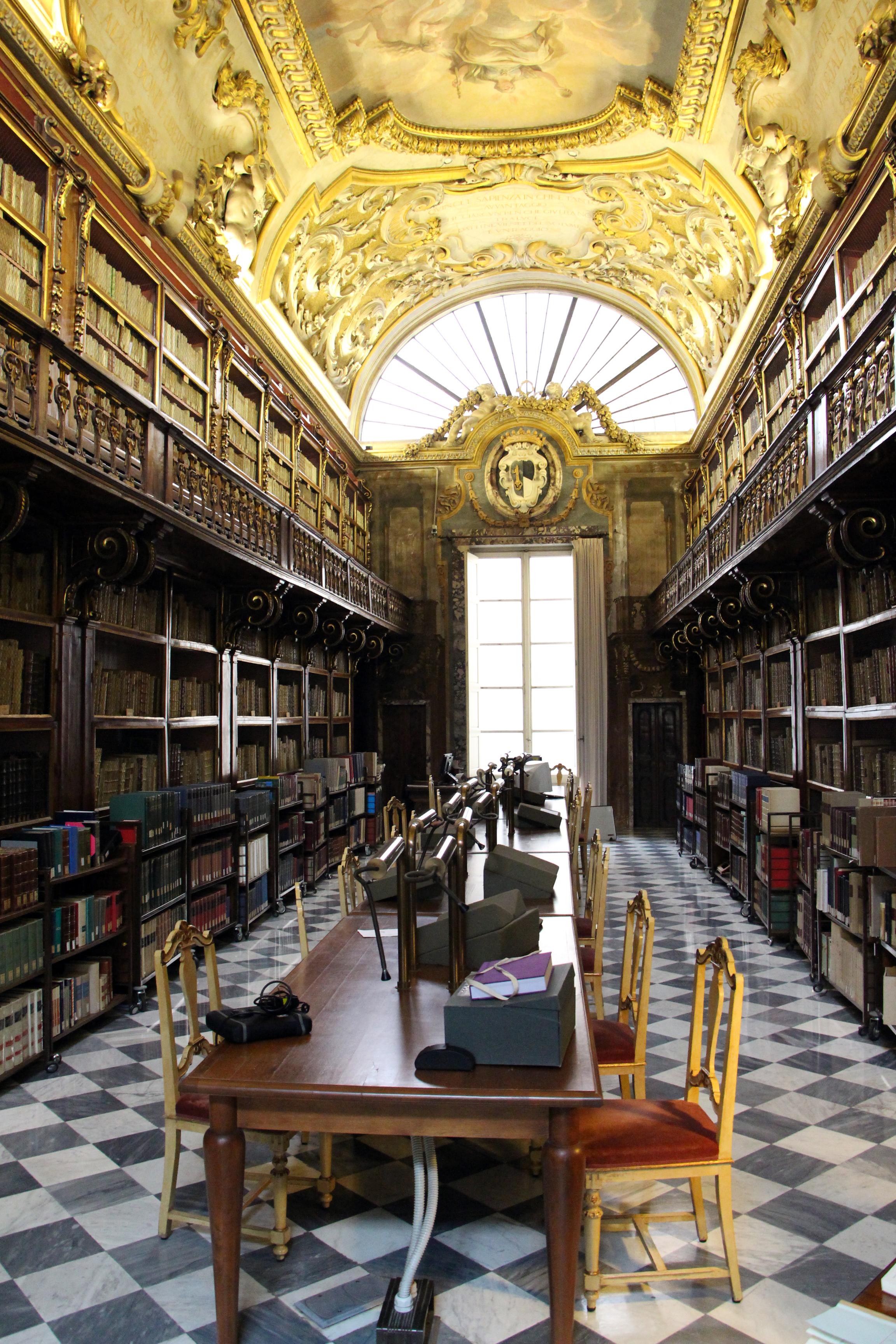
A Biblioteca Ricardiana, sala de leitura.

A criação do museu no Palazzo Medici Riccardi remonta a 1939, por obra da Província de Florença, com o primeiro Museu da Iconografia dos Médici (Museo dell'Iconografia Medicea) a ser instalado em algumas salas do andar térreo. Nascido em pleno período histórico do fascismo, ilustrava a história dos Médici com uma aproximação bastante celebrativa, quase querendo utilizar os faustos do passado como meio de propaganda política (um pouco como acontecia com as ruínas da Roma Imperial), com a exposição de memoriais, lembranças e, mesmo, relíquias dos mais famosos membros da família (como a máscara fúnebre e os dentes de Lourenço, as vestes ensanguentadas que Juliano vestia durante o atentado que lhe custou a vida, etc...), o que aos olhos dos visitantes modernos pareceria de gosto bastante discutível.

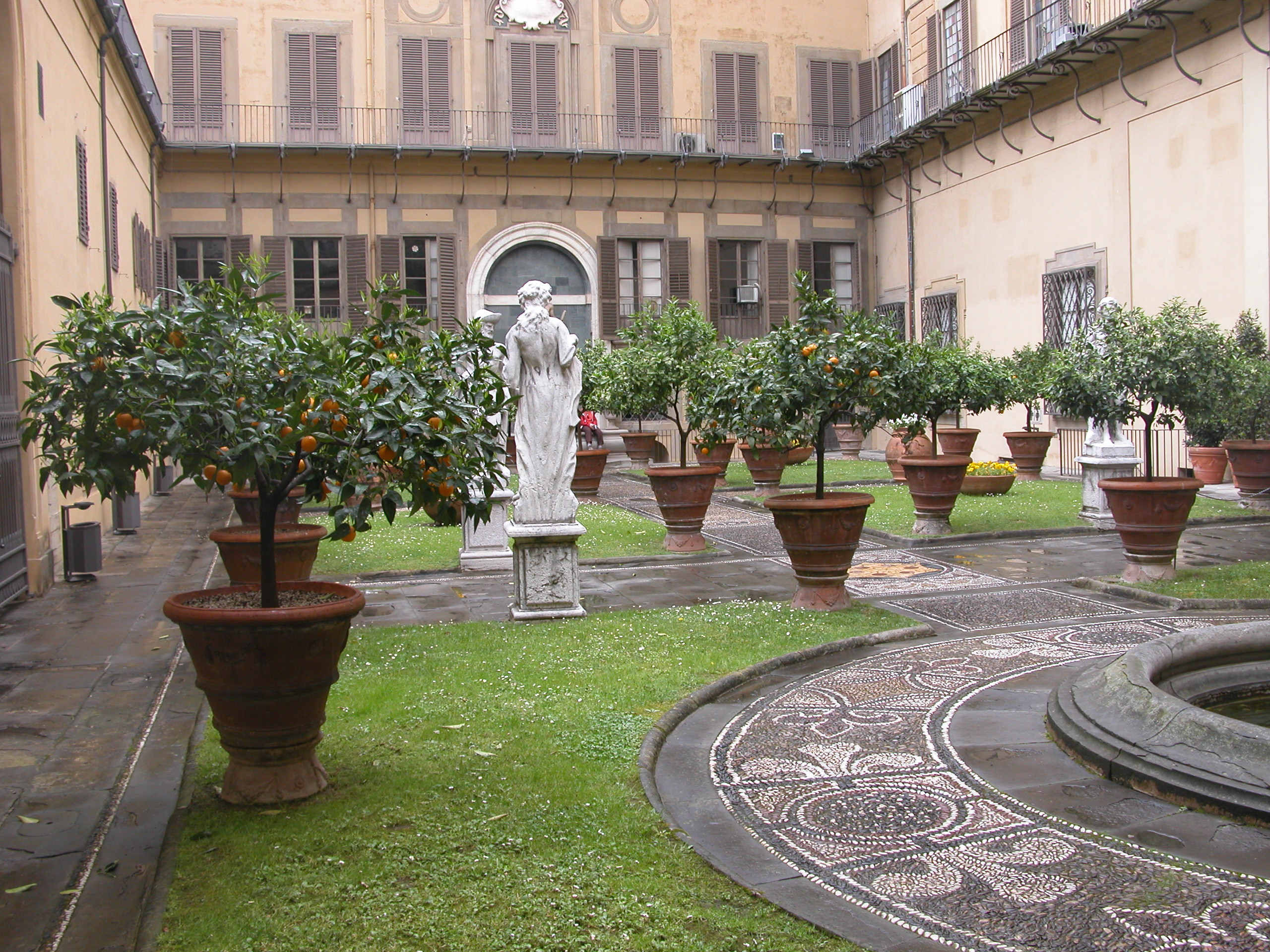
Pátio interior do Palazzo Medici Riccardi.

Em 1966, uma inundação danificou seriamente a encenação, a qual foi desmantelada para os indispensáveis restauros. No entanto, no término dos trabalhos, não se considerou necessário restabelecer o velho museu. Em seguida, em 1972 aquelas salas do andar térreo foram destinadas a exposições temporárias, com bilhetes de entrada, como acontece até hoje. A Capela de Benozzo Gozzoli era visitável, gratuitamente, somente por estudiosos, embora algumas salas monumentais fossem abertas ao público por pedido. Os pátios vieram a ser usados, sobretudo, como parques de estacionamento para automóveis.
Em 1992 foi decidido abrir ao público a Capela dos Magos, sob pagamento, com as devidas condições, como a imposição de um número máximo de 10 a 15 visitantes a cada quarto de hora, por exigência da tutela.
Em 2000 teve lugar uma importante reforma do museu: foi deslocada a entrada e a bilheteira na ala ricardina e fechada a entrada principal que leva ao Pátio de Michelozzo (com a eliminação, finalmente, do parque de estacionamento), foi criada uma bilheteira única para visitar todo o palácio: Capela dos Magos, salas do primeiro andar, pátios, jardim e exposições temporárias.
Os gabinetes provinciais foram, então, reduzidos ao mínimo e o palácio passou a ser usado, essencialmente, como sede do Conselho Provincial e como habitação do Perfeito, que ali deve residir permanentemente. Algumas das outras salas de representação, como a câmara do Presidente da República, são usadas por ocasião das visitas do chefe de estado italiano à cidade.

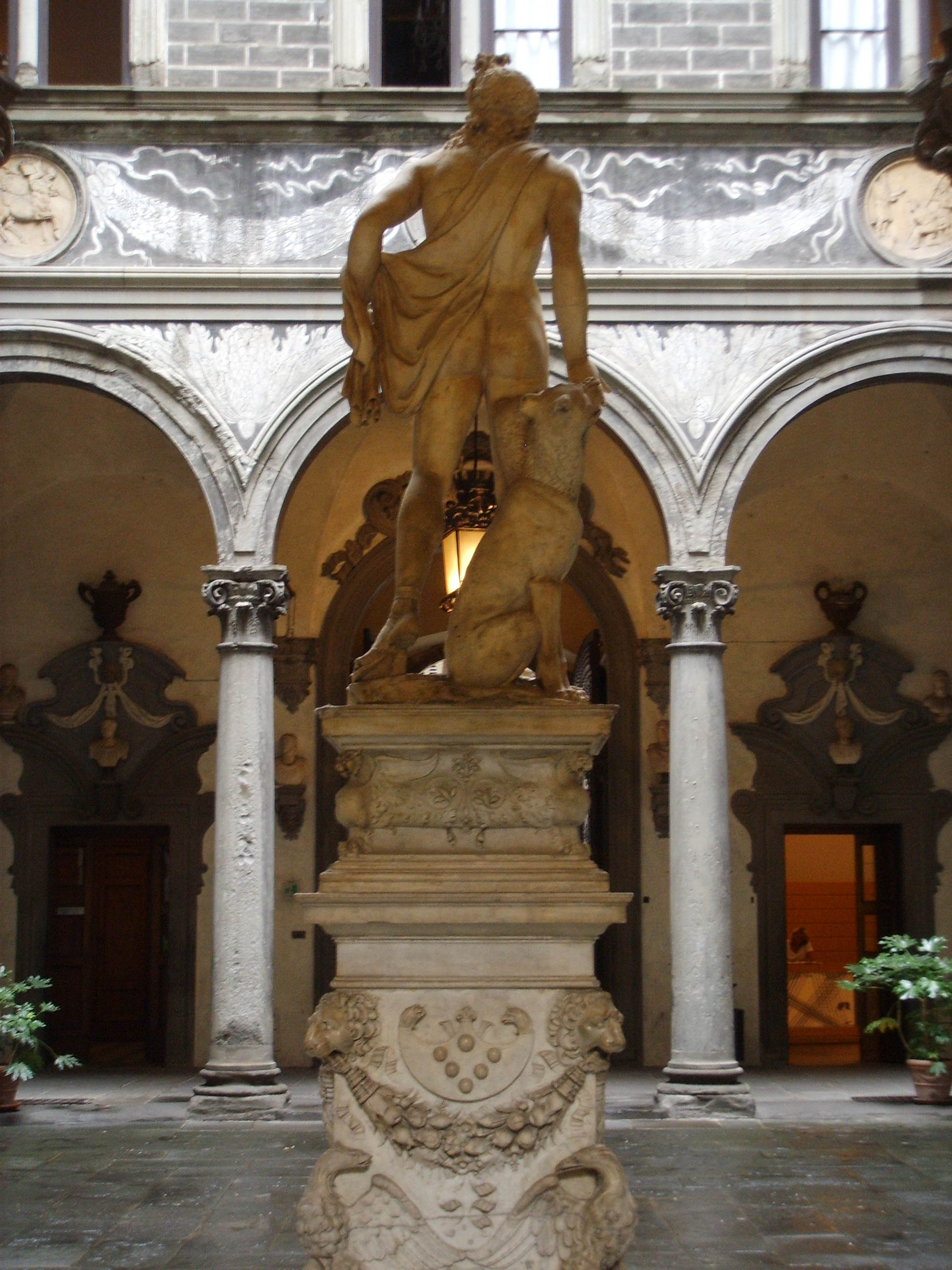
O pátio, com a estátua de Baccio Bandinelli vista de trás.

Ainda em 2000 foi realizada uma instalação multimédia, com o objectivo de preparar os visitantes para a visita à Capela dos Magos, com informações sobre os afrescos em várias línguas. Algumas obras dos depósitos, como as esculturas e o material lapidário antigo, deram origem, na área das caves abaixo do pátio, a um Museu dos Mármores Romanos (Museo dei Marmi Romani).